# Sir Henry & His Butlers
Sir Henry & His Butlers er en pigtråds-rock/popgruppe som blev dannet i sommeren 1964 i København, Danmark. Gruppen er mest kendt for sine frontfigurer Ole Bredahl (født 4. juli 1947) og specielt Tommy Seebach samt sangen "Let's Go". Kendetegnet for gruppen har været Ole Bredahl som organisator, hvorimod den restende del af Sir Henry and his Butlers har været skiftet ud med nogle års mellemrum siden gruppens fødsel.

## Historie
Gruppen er en videreførelse af en anden gruppe kaldet Five Danes som blev opløst i foråret 1964. Den nye gruppe består i starten af Ole "Sir Henry" Bredahl (sang, bas), Carsten Elgstrøm (guitar) samt Leif Davidsen (trommer). Som trio deltager de i en De Danske Beatles-konkurrence i Holte Hallen i april 1964. Kort tid efter denne optræden bliver gruppen udvidet med Poul Pedersen (guitar) og Leif Davidsen bliver erstattet med Jens Bøgvad, tidligere fra The Flintones. Gruppen bliver populær omkring de københavnske spillesteder, specielt i Bakkens Place Pigalle hvor de agerer husorkester. Dette skyldes ikke mindst deres singledebut "Hi Heel Sneakers/Sick and Tired" i 1964. I efteråret samme år får gruppen deres gennembrud med udgivelsen af deres anden single "Let's Go". Singlen bliver et hit, ikke blot i Danmark, men også i Sverige og Norge og ender med at blive solgt i 50.000 eksemplarer.
I januar 1965 bliver Sir Henry & His Butlers udvidet med Tommy Seebach (elorgel, sang), som på daværende tidspunkt blot var 15 år. Han blev sammen med Ole Bredahl gruppens nye frontfigurer. Samme år skiftede gruppen plademærke til EMI og opnår her en række hits, bl.a.: "Times Are Getting Hard", "Beautiful Brown Eyes" og "Marianne" alle udsendt i 1966. I løbet af efteråret af 1967 udsendes singlen "Camp" som bliver et internationalt hit, specielt i Nederlandene og Belgien. Nummeret var et instrumentalnummer, hvor hovedinstrumentet var en redekam. I tiden efter Tommy Seebachs indtog i gruppen, ændrede bandet stil. Oprindeligt var deres musik kopiudgaver af engelsk beat og dette ændres til en mere original popsound med numre som er komponeret af bandets egne medlemmer, primært af Ole Bredahl og Tommy Seebach. Denne nye musikstil udmundede i en LP udsendt i 1968 med navnet H2O. I 1970 blev gruppens navn forkortet til blot Sir Henry. Ole Steen Nielsen bliver to år efter erstattet af Claus Asmussen, tidligere fra The Noblemen og senere Shu-bi-dua. Denne besætning indspillede og udgav i 1973 gruppens 10 års jubilæumsalbum Listen.
Ole Bredahl og Tommy Seebach Mortensen beslutter i 1975 at reorganisere gruppen sammen med Torben Johansen (guitar) og John Roger (trommer), sidstnævnte tidligere fra Teenmakers, og nuværende ejer af "NisseLand", ved Mørkøv på Sjælland, sammen med Nette Philipsen. De fire indspiller samme år albummet Flashback. I løbet af året påbegynder Tommy Seebach en solokarriere, der skulle vise sig at blive ganske succesfuld. På grund af denne succes forlod han endeligt gruppen i 1977. Samme år valgte Ole Bredahl at indspille en solo-LP med titlen Tivoli/O. Henry hvorpå nogle af de populære Sir Henry-sange var at finde. Succesen bliver ikke på samme højde som Tommy Seebachs.
Efterfølgende bliver Sir Henry genetableret med jævne mellemrum af Ole Bredahl, dog uden større succes, skønt de i 1980 fik et mindre hit med "Juicy Lucy". På dette tidspunkt bestod Sir Henry af Ole Bredahl, Søren Bundgaard (keyboard), Kurt Bo Jensen (guitar) (erstattet af Søren Jacobsen i 1984) og Ole Carsten Juul (trommer) (erstattet af Sten Kristensen i 1983).
Til Dansk Melodi Grand Prix 1983 deltog de som backinggruppe for Kirsten Siggaard med melodien "Og livet går". Året efter deltog Søren Bundgaard og Kirsten Siggaard igen i Dansk Melodi Grand Prix som duo'en Hot Eyes med melodien "Det' lige dét", som de vandt med.
Efter nogle turbulente år i 1980'erne, hvor gruppen i perioder var opløst, fik Ole Bredahl samlet en ny, fast besætning. Med forskellige udskiftninger eksisterer "Sir Henry" stadig. I 2010 med besætningen: Ole Bredahl (bas,vokal), Erik Bjerre (guitar, vokal), Poul Christiansen (trommer, vokal) og Niels Christensen (keyboards, harmonika, guitar, vokal).

## Diskografi
- Let's Go With Sir Henry & His Butlers (1965)
- Sir Henry & His Butlers (1965)
- Are Serving You (1965)
- A Portrait Of Sir Henry And His Butlers (1966)
- Camp (1967)
- Sir Henry & His Butlers (1967)
- H2O (1968)
- 7 (1978)
- Sir Henry (1980)
- Se-Li-Na (1983)
- Not The Very First (1984)
- La' Det Gry, La' Det Gro (1990)